# Cartagena (novela)
Cartagena es una novela de la escritora uruguaya Claudia Amengual, publicada en 2015. Constituye un homenaje póstumo al escritor Gabriel García Márquez y fue seleccionada entre las 10 mejores de un total de 1462 novelas presentadas al Premio Herralde de Novela 2014, Editorial Anagrama.

## Reseña
Esta novela, desgarradora, deja en evidencia las más grandes miserias del ser humano. El periodista Franco Rossi viaja a Colombia a entrevistar a Pedro Ángel Pastor, un hombre que acusó a Gabriel García Márquez de haberlo plagiado. En plena crisis de los cuarenta, Rossi adopta decisiones equivocadas, con consecuencias nefastas. Tres décadas después, este viejo periodista cargado de culpas regresa a Cartagena de Indias para tratar de enmendar algunos de esos errores, entender los motivos de sus acciones y buscar el perdón de aquellos a quienes tanto daño causó. Lo acompaña su anciano padre, dotado de un mordaz sentido del humor. Se cruza con una mujer que no ha olvidado, con un hombre que cree ser un personaje de García Márquez y con el propio Nobel colombiano ya en la última etapa de su vida. En esta interesante trama se difuminan los límites de la realidad y la fantasía, además de proponer un diálogo con los textos de García Márquez. Se plantean las problemáticas de la culpa y el perdón.